# Elton Hall
Elton Hall est une maison seigneuriale à Elton, Cambridgeshire. C'est la maison ancestrale de la famille Proby (parfois connue sous le nom de comtes de Carysfort) depuis 1660.
La maison se trouve dans un domaine de 3 800 acre (1 537,8054396 ha) traversé par la rivière Nene. Le bâtiment comprend des parties des XVe, XVIIe, XVIIIe et XIXe siècles et est un bâtiment classé Grade I.
Elton Hall est à 2 milles ( Unité «  » inconnue du modèle {{Conversion}}.) du Château de Fotheringhay, où Marie Stuart est exécutée en 1587.

## Histoire

### Sapcôte
Elton Hall est construit par Sir Richard Sapcote (mort en 1477)  qui épouse Isabel Wolston, veuve de Sir John Frauncis de Burley, Rutland. Ses armes sculptées sont dans l'église d'Elton montrant ses armées empalant trois tourniquets, pour Wolston.
Sir John Sapcote (décédé en 1501) ajoute une grande chapelle à l'angle sud, décrite dans Britannia de Camden comme ornée de belles fenêtres en verre peint . Il épouse Elizabeth Dynham (morte 1516), une fille de Sir John Dinham (1406-1458) de Nutwell et Kingskerswell dans le sud du Devon et de Hartland dans le nord du Devon. Elle a épousé d'abord Fulk Bourchier (10e baron FitzWarin) (en), baron féodal de Bampton dans le Devon, et ayant survécu à Sapcote, elle se remarie en troisièmes noces avec Sir Thomas Brandon. Un vitrail de l'église de Bampton commémore le mariage de Sir John Sapcote, montrant ses armes empalant Dinham (de gueules, quatre fusils en fasce d'hermine) écartelant Arches (de gueules, trois arches d'argent).
En 1526, John Russell (1er comte de Bedford) (vers 1485-1555), épouse Anne Sapcote, fille de Sir Guy Sapcote de Huntingdonshire par sa femme Margaret Wolston et veuve successivement de John Broughton (décédé le 24 janvier 1518)   de Toddington, Bedfordshire, par qui elle a un fils et trois filles, et ensuite Richard Jerningham (d.1525), par qui elle n'a aucun enfant . Par Anne Sapcote, il est le père de Francis Russell (2e comte de Bedford) (1527-1585).
Robert Sapcote (m. Jan.1600/1), est probablement le dernier de sa famille à vivre à Elton. Sa pierre de grand livre anciennement dans la chapelle d'Elton Hall est dans l'église d'Elton.

### Proby
Peu de temps après 1617  Elton est acheté par Sir Peter Proby, un ancien maire de Londres, de la famille Sapcote. La maison est reconstruite entre 1662 et 1689 par son petit-fils Sir Thomas Proby, 1er baronnet, incorporant la chapelle et la guérite d'un ancien bâtiment du XVe siècle. Une nouvelle aile est également ajoutée à l'ouest. Il est remplacé par son jeune frère John Proby (mort en 1710) qui ajoute une nouvelle extension. Le domaine passe à John Proby (1er comte de Carysfort), qui effectue d'importantes modifications dans le style gothique entre 1780 et 1815, dont une partie subsiste encore.
Vers 1855, il revient à Granville Proby (3e comte de Carysfort), qui emploie l'architecte Henry Ashton pour remodeler la maison, reconstruisant l'aile transversale nord-ouest et refaisant d'autres ailes en pierre. En 1860, l'éventail de la chapelle est agrandi et une travée entre la chapelle et la maison reconstruite. Granville Proby (4e comte de Carysfort) ajoute une tour au bloc de la chapelle et une salle de billard et des cuisines au nord-est. William Proby (5e comte de Carysfort) démolit une tour du XVIIIe siècle et construit deux tourelles octogonales.
À la mort du 5e comte en 1909, le domaine passe, via sa sœur Lady Elizabeth Hamilton, à son fils le colonel Douglas Hamilton qui adopte le nom de famille de Proby et aménage de nouveaux jardins qui sont ensuite développés par Meredyth Proby à partir de 1980. La propriété reste toujours la propriété privée de la famille Proby.

## L'intérieur
La façade sud (jardin) intègre la tour et la chapelle du XVe siècle qui sont construites à l'époque d'Henri VII. Le hall de marbre et l'escalier principal sont conçus par Henry Ashton et sont des exemples remarquables d'un renouveau mi-victorien du style du milieu du XVIIIe siècle. Le salon, la plus grande pièce de la maison, est formé à partir de la chapelle médiévale vers 1740. Le plafond du XVIIIe siècle avec sa corniche et sa frise enrichies subsiste, mais la décoration actuelle date de 1860. La salle à manger est construite en 1860 et est également conçue par Ashton. Les trois grandes fenêtres gothiques sont des copies exactes des fenêtres qui se trouvaient dans le mur nord de la chapelle médiévale.
La bibliothèque contient une grande collection de livres représentant un intérêt continu depuis l'époque de Sir Thomas Proby. De la bibliothèque principale, un court passage mène à la bibliothèque intérieure située dans la tour médiévale de Sapcote. Les autres salles d'intérêt particulier sont les salles inférieure et supérieure de l'octogone, le salon jaune et la salle à manger Ante. La chapelle actuelle a été formée d'une partie du sous -sol de la chapelle des Sapcotes et possède des voûtes du XVe siècle .